# Pseudolmedia spuria
Pseudolmedia spuria (Sw.) Griseb. è una pianta appartenente alla famiglia delle Moracee originaria del Nord America.